# Ninja Turtles 2
Série
Ninja Turtles
(2014)
Pour plus de détails, voir Fiche technique et Distribution.
Ninja Turtles 2 (Teenage Mutant Ninja Turtles: Out of the Shadows) ou Les Tortues Ninja : La Sortie de l'ombre au Québec est un film de science-fiction américain réalisé par Dave Green, sorti en 2016. Il fait suite au film Ninja Turtles de Jonathan Liebesman sorti en 2014.
Le film débute alors qu'après son évasion de prison, Shredder s'allie avec le savant fou Baxter Stockman et deux hommes bêtes et costauds, Bebop et Rocksteady. Grâce à un puissant mutagène violet, ces deux derniers sont transformés en monstres ressemblant à un phacochère et un rhinocéros. De leur côté, les Tortues sont toujours aidées par April O'Neil, Vern Fenwick et un nouveau venu, le justicier hockeyeur masqué Casey Jones, pour contrecarrer ses plans. Cependant, ils doivent très vite faire face à une menace encore plus grande : le commandeur Krang et son arme ultime, le Technodrome.

## Synopsis
Un an après avoir arrêté Shredder, les tortues ninja ont décidé d’attribuer le mérite de l’arrestation de Shredder à Vernon Fenwick, surnommé le faucon, ce qui déplaît fortement à certaines tortues tout comme le fait de rester dans l’ombre.
April O'Neil avertit les tortues que le scientifique Baxter Stockman travaille pour Shredder et prévoit de le faire évader durant son transfert. Shredder voyage aux côtés de deux détenus: Bebop et Rocksteady, escorté par le gardien de prison Casey Jones. Les Foots attaque le convoi. Malgré l'interférence des tortues, Shredder s'échappe lorsque Stockman utilise un dispositif de téléportation. Mais Shredder se retrouve dans une autre dimension et rencontre le seigneur de guerre extraterrestre Krang, qui révèle ses plans pour envahir la Terre. Il donne à Shredder un composé mutagène en échange de la recherche de trois composants d'une machine appeler le condensateur d’ark, que Krang a envoyée sur Terre il y a longtemps, ce qui ouvrira un portail vers sa dimension lorsqu'il sera uni, Shredder et Stockman possède déjà la première pièce.
Casey dit à la chef de la police de New York, Rebecca Vincent, ce qui est arrivé à Shredder mais il est accueilli avec incrédulité. Il a été placé en congé forcé mais décide de mener son enquête.
Shredder recrute Bebop et Rocksteady, et Stockman utilise le mutagène de Krang pour les transformer: Bebop en un phacochère humanoïde et Rocksteady en rhinocéros. April est témoin de leur transformation et vole le flacon mutagène restant du laboratoire TCRI. Poursuivi par les Foots, elle est sauvée par Casey, qui rencontre plus tard les tortues mais le flacon est placé en garde à vue par la police. En attendant, Shredder récupère la deuxième pièce du condensateur au musée de New York avec ses deux mutants.
Dans le repaire, Donatello en déduit que le mutagène pourrait être utilisé pour transformer les tortues en humains, mais Léonardo refuse et ordonne à Donatello de le garder secret des autres. Cependant, Michelangelo qui avait entendu la conversation le rapporte à Raphaël qui décide de confronter Léonardo Sur la façon de décider à leur place. Mais la conversation est interrompu quand ils apprennent l'effraction de Shredder où Leonardo et Donatello décident d’enquêter en laissant les autres. Raphaël et Michelangelo demande de l’aide à April, Casey et Vernon pour pénétrer dans le commissariat de New York pour récupérer le mutagène mais les Foots arrivent avant eux. Dans la bataille qui a suivi, l'existence des tortues est révélée à la police qui les considèrent comme des monstres mais April et Casey s’interpose pour que les tortues s'échappe avec le mutagène.
April et Casey qui sont placés en garde à vue par Vincent qui veut les forcer à avouer où sont les tortues et surtout parce que elle a reçu des images de Stockman dans lequel on voit April voler le mutagène bien que celle-ci prétend que ça a été trafiqué.
Pendant ce temps, Bebop et Rocksteady se rendre dans les forêts tropicales de Manaus, au Brésil, pour récupérer la dernière pièce. Les tortues s’y rendent en s'introduisant dans un compartiment à bagages d’un avion pour intercepter le jet de Bebop et Rocksteady en l'air. Dans la bataille qui en a résulté, le jet est gravement endommagé après que Rocksteady ait lancé un lance-grenades et s'est écrasé dans une rivière, bien que Bebop et Rocksteady soient finalement en mesure de s'échapper avec le composant. Shredder et Stockman complètent le dispositif et ouvrent un portail vers la dimension de Krang à travers lequel sa machine de guerre, le Technodrome, commence à émerger. Shredder trahit Stockman et ses hommes l'emmènent à leur quartier général à Tokyo. En entrant dans le Technodrome, Krang trahit également Shredder, le gelant et l'enfermant avec sa collection où sont entreposés ses "jouets cassés".
Incapables d'atteindre le Technodrome alors que la police les poursuit, les tortues débattent sur le fait de prendre le mutagène pour devenir humain et se battre ouvertement. Alors que Leonardo est d'accord, Raphaël brise le flacon. À la demande d'April, Vernon récupère les images de sécurité d'une caméra cachée aux TCRI qui prouve la collaboration de Stockman et du Shredder où l’agent Vincent n’a d’autres choix de libérer d'April et Casey. April organise une réunion entre les tortues et Vincent, Elle finit par être convaincu quand Vernon avoue que c’est les tortues qui ont battu Shredder. Avec l'aide de la police, les tortues sont en mesure de sauter du Chrysler Building et d'affronter Krang à bord du Technodrome toujours en train de s'assembler. Krang est vaincu lorsque Donatello court-circuite son corps robotique. April, Casey et Vernon font une descente dans l'installation des Foots en battent Bebop, Rocksteady et le lieutenant Karai et prennent le contrôle du condensateur. Les tortues renvoient labalise du vaisseau à travers le portail, emmenant Krang et les morceaux du Technodrome avec lui, alors qu'April, Casey et Vernon referme le portail.
Bebop et Rocksteady sont de retour en détention, tandis que Stockman est introuvable par la police. Les tortues sont honorées par Vincent et le NYPD ainsi que par April, Casey et Vern. Vincent propose de présenter les tortues au public, mais les tortues choisissent de garder leur existence secrète tout en les aidant comme elles l'ont toujours fait. Au sommet de la statue de la Liberté, les tortues célèbrent leur victoire sur le Krang vaincu.

## Fiche technique
Sauf indication contraire, les informations mentionnées dans cette section peuvent être confirmées par la base de données cinématographiques IMDb,  présente dans la section « Liens externes ».
- Titre original : Teenage Mutant Ninja Turtles: Out of the Shadows
- Titre français : Ninja Turtles 2
- Réalisation : Dave Green
- Scénario : Josh Appelbaum et André Nemec, d'après les personnages créés par Kevin Eastman et Peter Laird
- Direction artistique : Brett McKenzie et Miguel Lopez-Castillo
- Décors : Martin Laing
- Costumes : Sarah Edwards
- Photographie : Lula Carvalho
- Son : Tom Nelson
- Montage : Bob Ducsay et Jim May
- Musique : Steve Jablonsky
- Production : Michael Bay, Andrew Form (en), Bradley Fuller (en), Scott Mednick et Galen Walker
  - Production associée : Basil Grillo, Marc Pappalardo, Bret Rowe et Lori Scowley
  - Production déléguée : Josh Appelbaum, André Nemec, Eric J. Crown, Denis L. Stewart, Napoleon Smith III et Grant Curtis
- Sociétés de production : Nickelodeon Movies, Platinum Dunes, Gama Entertainment Partners, Mednick Productions, Smithrowe Entertainment et Alibaba Pictures[1]
- Société de distribution : Paramount Pictures
- Budget : 135 000 000 $[2]
- Pays d'origine :  États-Unis
- Langue originale : anglais
- Format : couleur - 35 mm - 2,35:1 - son Dolby Digital / Dolby Surround 7.1 / DTS: X / Dolby Atmos
- Genre : Science-fiction, action, aventure et comédie
- Durée : 112 minutes
- Dates de sortie :
  - États-Unis : 22 mai 2016 (première mondiale à New York)[3], 3 juin 2016 (sortie nationale)[4]
  - France : 29 juin 2016[5]

## Distribution
- Megan Fox (VF : Caroline Anglade ; VQ : Catherine Proulx-Lemay) : April O'Neil
- Stephen Amell (VF : Damien Ferrette ; VQ : Maël Davan-Soulas) : Casey Jones
- Pete Ploszek (VF : Franck Lorrain ; VQ : Patrice Dubois) : Leonardo
- Alan Ritchson (VF : Julien Allouf ; VQ : Martin Desgagné) : Raphael
- Noel Fisher (VF : Adrien Larmande ; VQ : Nicholas Savard L'Herbier) : Michelangelo
- Jeremy Howard (VF : Nathanel Alimi ; VQ : Philippe Martin) : Donatello
- Laura Linney (VF : Danièle Douet ; VQ : Lisette Dufour) : Rebecca Vincent, cheffe de la police de New-York
- Brian Tee (VF : Stéphane Fourreau ; VQ : Stéphane Rivard) : Shredder
- Will Arnett (VF : Jérémie Covillault ; VQ : Daniel Picard) : Vernon Fenwick
- Tyler Perry (VF : Christophe Peyroux ; VQ : François Trudel) : Baxter Stockman
- Jane Wu (en) : Jade
- Danny Woodburn (capture de mouvement) et Tony Shalhoub (voix) (VF : Michel Papineschi) : maître Splinter
- Gary Anthony Williams (VF : Patrick Mendy[6] ; VQ : Patrick Chouinard) : Bebop
- Sheamus (VF : Jérémy Nadeau[6] ; VQ : Thiéry Dubé) : Rocksteady
- Brittany Ishibashi (VF : Yumi Fujimori) : Karai
- Brad Garrett (VF : Frédéric Souterelle ; VQ : Sylvain Hétu) : commandeur Krang
- Robert Clohessy : Hamlett, le directeur adjoint du pénitencier
Version française
  - Société de doublage : Les Studios de Saint-Ouen
  - Direction artistique : Valérie Siclay
  - Adaptation : Bob Yangasa

## Production

### Développement
Le 10 août 2014, à la suite de la très bonne performance du premier film au box-office lors de son premier week-end d'exploitation, Paramount Pictures annonce la mise en chantier d'une suite avec une date de sortie fixée pour le 3 juin 2016. Il est également annoncé que Josh Appelbaum et André Nemec resteront scénaristes et producteurs délégués, de même pour Michael Bay, Andrew Form (en), Bradley Fuller (en), Scott Mednick et Galen Walker qui resteront producteurs.
En décembre 2014, il est révélé que Dave Green est en négociations afin de réaliser le film. Il est confirmé trois mois plus tard. Brièvement connu sous le titre Teenage Mutant Ninja Turtles: Half Shell, Paramount révèle en décembre 2015 que le titre avait été officiellement changé en Teenage Mutant Ninja Turtles: Out of the Shadows.

### Attribution des rôles
En octobre 2013, avant la sortie du premier film, William Fichtner révèle qu'il a signé pour trois films. En août 2014, Noel Fisher déclare que lui, Pete Ploszek, Alan Ritchson et Jeremy Howard seront de retour pour ce second opus. Le mois suivant, Jonathan Liebesman et Bradley Fuller (en) annoncent que Casey Jones ainsi que Bebop et Rocksteady apparaîtront dans les suites et qu'il existe également des plans pour Krang et la Dimension X.
En décembre 2014, il est révélé que Megan Fox et Will Arnett reprendront leurs rôles respectifs et que Bebop et Rocksteady apparaîtront dans le film, tandis que les producteurs essayaient d'y inclure Casey Jones. Le 27 mars 2015, The Hollywood Reporter révèle qu'Alessandra Ambrosio a intégré la distribution dans son propre rôle, tout en étant la petite amie fictive de Vernon Fenwick. Quatre jours plus tard, Stephen Amell l'intègre dans le rôle de Casey Jones.
Le 23 avril 2015, le magazine américain Variety annonce que Tyler Perry incarnera le scientifique Baxter Stockman après K. Todd Freeman. Le 27 avril, Brian Tee est annoncé dans le rôle de Shredder, succédant à Tohoru Masamune. Également en avril 2015, Laura Linney intègre le casting dans un rôle inconnu.
Le 14 mai 2015, Gary Anthony Williams est annoncé dans le rôle de Bebop. Treize jours après, Brittany Ishibashi rejoint la distribution dans le rôle de Karai après Minae Noji. Le jour suivant, le catcheur irlandais Sheamus est confirmé pour jouer Rocksteady. En mars 2016, il est annoncé que Fred Armisen sera la voix de Krang. Cependant, deux mois plus tard, peu avant la sortie du film, Brad Garrett est annoncé pour prêter sa voix au personnage, Armisen ayant un problème d'agenda. En avril 2016, Johnny Knoxville déclare qu'il n'a pas été contacté pour de nouveau prêter sa voix à Leonardo.

### Tournage
En mars 2015, il est annoncé que le tournage doit débuter en avril 2015 à New York et à Buffalo. Il commence finalement le 27 avril 2015 dans la ville de New York où l'équipe du film est repérée en train de tourner dans le quartier d'affaires de Midtown puis à Buffalo où il s'est déroulé du 4 mai 2015 au 17 mai 2015 le long de l'autoroute Kensington,,. Il s'est terminé en août 2015. Un tournage additionnel du 30 janvier au 1er février 2016 a eu lieu, toujours à New York.

## Accueil

### Promotion
Le 9 décembre 2015, Stephen Amell met en ligne un extrait de quatorze secondes de la première bande-annonce. Elle est ensuite dévoilée entièrement dès le lendemain. Le 7 février 2016, lors du Super Bowl 50, un spot télévisé de 30 secondes, révélant l'antagoniste Krang, est diffusé. Dix jours après, Paramount Pictures met en ligne quatre affiches mettant en scène les Tortues Ninja qui veillent sur New York.

### Accueil critique
Sur le site Rotten Tomatoes, le film obtient un score de 37 % pour un total de 162 critiques et une note moyenne de 4,7/10, le consensus concluant que « Ninja Turtles 2 est une légère amélioration par rapport à son prédécesseur, mais qu'il manque encore l'esprit ou l'énergie anarchique des bandes dessinées qui ont donné naissance à la franchise ». Sur Metacritic, le film obtient un score de 40 sur 100, sur la base de 30 critiques, indiquant des avis généralement mitigés.

### Box-office
Avant sa sortie sur le sol américain, Ninja Turtles 2 a rapporté deux millions lors des avant-premières du jeudi soir, alors que le premier film avait effectué 4,6 millions. Pour son premier jour d'exploitation aux États-Unis et au Canada, le film se place à la première place et rapporte 12,5 millions (incluant les avant-premières) dans 4071 cinémas avec 4,4 millions (36 %) provenant de séances en 3D.
Ninja Turtles 2 reste à la première place avec 35,3 millions lors du premier week-end d'exploitation, un chiffre inférieur à celui du premier volet qui avait effectué 65,5 millions. Le vice-président de Paramount Pictures, Rob Moore, reconnait alors que la société espérait de meilleurs chiffres sur le sol américain, mais que le film pourrait gagner plus dans les prochaines semaines. Finalement, Ninja Turtles 2 a rapporté 245 623 848 $ au box-office mondial, dont 82 051 601 $ en Amérique du Nord et 163 572 247 $ à l'international. C'est beaucoup moins que son prédécesseur, qui avait rapporté 493 millions $ à l'international. Le film est alors considéré comme un flop,. The Hollywood Reporter estime que l'échec du film a fait perdre au moins 75 millions de dollars à Paramount Pictures.
En France, également pour son premier jour d'exploitation, le film se positionne à la troisième place du classement avec 158 355 entrées dans 624 salles, derrière Conjuring 2 : Le Cas Enfield (227 014 entrées) et Camping 3 (410 235 entrées). Dès sa première semaine, il baisse à la quatrième place avec 433 446 entrées. Au total, le film a cumulé 787 785 entrées.

## Nominations
- Teen Choice Awards 2016[47] :
  - Meilleur acteur masculin dans un film d'été pour Stephen Amell
  - Meilleure actrice féminine dans un film d'été pour Megan Fox
- Razzie Awards 2017[48] :
  - Pire préquelle, remake, plagiat ou suite
  - Pire actrice pour Megan Fox
- Kids' Choice Awards 2017[49] :
  - Meilleur film
  - Meilleur acteur pour Will Arnett
  - Meilleure actrice pour Megan Fox
  - Meilleure équipe pour Pete Ploszek, Alan Ritchson, Noel Fisher et Jeremy Howard

## Suite annulée etreboot
En août 2014, Noel Fisher déclare que lui, Pete Ploszek, Alan Ritchson et Jeremy Howard ont signé pour trois films. Megan Fox a également signé pour trois films. Le 20 mai 2016, Tyler Perry déclare que si un troisième film se fait, son personnage, Baxter Stockman, mutera probablement en homme-mouche pendant le film. Un mois plus tard, Stephen Amell, Gary Anthony Williams, et Sheamus révèlent qu'ils aimeraient reprendre leur rôle de Casey Jones, Bebop et Rocksteady pour un troisième film.
Le 29 octobre 2016, le producteur Andrew Form (en) révèle ne pas comprendre l'échec du film au box-office, mais résume que ce dernier « n'a tout simplement pas trouvé un public ». Form ajoute qu'il ne pense pas qu'un troisième volet verra le jour. Finalement, le 20 juin 2018, Paramount Pictures annonce un nouveau film sous la forme d'un reboot,. Michael Bay, Andrew Form et Bradley Fuller (en) restent à la production tandis qu'Andrew Dodge écrit le scénario. Le tournage devait débuter à la fin de l'année 2019.